# Warywodky
Warywodky (ukr. Вариводки, ros. Вариводки) – przystanek kolejowy w miejscowości Warywidky, w rejonie szepetowskim, w obwodzie chmielnickim, na Ukrainie. Położony jest na linii Szepetówka – Tarnopol.